# Pierre Marie de Grave
Pierre Marie de Grave (Parigi, 27 settembre 1755 – Parigi, 16 gennaio 1823) è stato un politico, generale e nobile francese.

## Biografia
Pierre Marie de Grave nacque a Parigi, all'Hôtel de Matignon, da nobile famiglia discendente da Guglielmo I di Montpellier (X secolo), che era stata nel medioevo una delle più potenti e più vicine ai re franchi.
Successivamente visse nella dimora della famiglia de Grave (l'Hôtel de Bauffremont) nell'attuale 7º arrondissement in rue de Grenelle, che dovettero abbandonare durante la Rivoluzione.
Già prima della Rivoluzione, Pierre Marie de Grave era colonnello con il titolo di primo scudiero del duca di Chartres (futuro Luigi Filippo di Francia). Durante la Rivoluzione fu promosso feldmaresciallo del governo monarchico parlamentare, il 13 dicembre 1791.
Il 9 marzo 1792, Luigi XVI chiamò de Grave a ricoprire il ruolo di ministro della guerra in sostituzione del conte de Narbonne-Lara. Contrario alla guerra per l'impreparazione dell'esercito francese, fu bersaglio dei deputati girondini. Durante la sua tenuta dell'incarico aumentò il personale dell'esercito, ma non a sufficienza perché la sua riforma avesse effetto. Il 14 aprile pubblicò un decreto per aumentare anche l'organico della Gendarmeria Nazionale al fine di prevenire disordini interni alla Francia, e cercò di mettere anche un freno all'insubordinazione delle truppe.
Il 20 aprile 1792, firmò la dichiarazione di guerra a Boemia e Ungheria che si concluse con due disfatte subite rispettivamente dai generali Dillon e Biron. Dumouriez lo accusò quindi delle responsabilità di queste sconfitte, fatto che lo portò a dimettersi l'8 maggio 1792, dopo appena due mesi come ministro. I girondini si appropriarono quindi del suo ministero e lo concessero al suo successore, Joseph Servan.
Accusato formalmente il 10 agosto 1792, de Grave prese la decisione di emigrare e tornò in Francia solo dopo il colpo di stato di Napoleone il 9 novembre 1799. Fece ritorno a Parigi, ma venne dimenticato e privato di quasi tutti i suoi beni anche con l'accusa di aver favorito la fuga di Luigi XVI.
Fedele monarchico, con la Restaurazione venne nominato pari di Francia da Luigi XVIII nel 1816.
Morì a Parigi nel 1823.